# Liste der Kreisstraßen im Landkreis Emsland

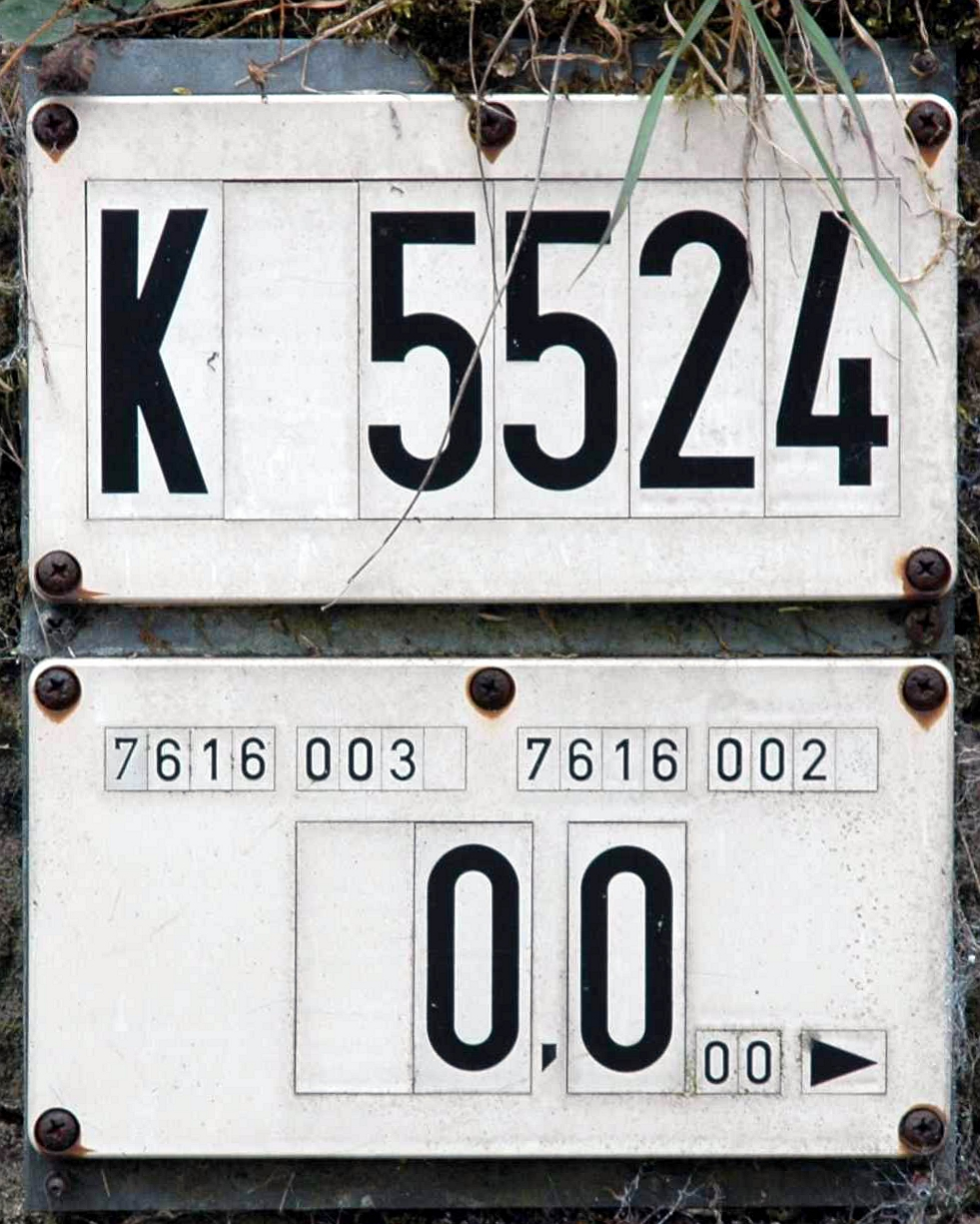
Stationszeichen

Die Liste der Kreisstraßen im Landkreis Emsland führt alle Kreisstraßen im niedersächsischen Landkreis Emsland auf.

## Abkürzungen
- K: Kreisstraße
- L: Landesstraße

## Hinweise
Nicht vorhandene bzw. nicht nachgewiesene Kreisstraßen werden in Kursivdruck gekennzeichnet, ebenso Straßen und Straßenabschnitte, die unabhängig vom Grund (Herabstufung zu einer Gemeindestraße oder Höherstufung) keine Kreisstraßen mehr sind.
Der Straßenverlauf wird in der Regel von Nord nach Süd und von West nach Ost angegeben.

## Nummernvergabe
Ab der K 101
Mit dreistelligen Kreisstraßennummern ab der K 101 werden die Kreisstraßennummern im Altkreis Aschendorf-Hümmling gekennzeichnet. Zu diesem Bereich gehören
- die Stadt Papenburg,
- die Gemeinde Rhede (Ems),
- die Samtgemeinde Dörpen mit Dersum, Dörpen, Heede, Kluse, Lehe, Neubörger, Neulehe, Walchum und Wippingen,
- die Samtgemeinde Lathen mit Fresenburg, Lathen, Niederlangen, Oberlangen, Renkenberge und Sustrum,
- die Samtgemeinde Nordhümmling mit Bockhorst, Breddenberg, Esterwegen, Hilkenbrook und Surwold,
- die Samtgemeinde Sögel mit Börger, Groß Berßen, Hüven, Klein Berßen, Sögel, Spahnharrenstätte, Stavern und Werpeloh,
- die Samtgemeinde Werlte mit Lahn, Lorup, Rastdorf, Vrees und Werlte.

Ab der K 201
Mit dreistelligen Kreisstraßennummern ab der K 201 werden die Kreisstraßennummern im Altkreis Meppen gekennzeichnet. Zu diesem Bereich gehören
- die Stadt Haren (Ems),
- die Stadt Haselünne,
- die Kreisstadt Meppen,
- die Gemeinde Geeste,
- die Gemeinde Twist,
- die Samtgemeinde Herzlake mit Dohren, Herzlake und Lähden.

Ab der K 301
Mit dreistelligen Kreisstraßennummern ab der K 301 werden die Kreisstraßennummern im Altkreis Lingen gekennzeichnet. Zu diesem Bereich gehören
- die Stadt Lingen (Ems),
- die Gemeinde Emsbüren,
- die Gemeinde Salzbergen,
- die Samtgemeinde Freren mit Andervenne, Beesten, Freren, Messingen und Thuine,
- die Samtgemeinde Lengerich mit Bawinkel, Gersten, Handrup, Langen, Lengerich und Wettrup,
- die Samtgemeinde Spelle mit Lünne, Schapen und Spelle.

## Listen

### Teilkreis Aschendorf-Hümmling
| Nr.   | Verlauf |
| ----- | --- |
| K 102 | (K 44 im Landkreis Leer) – Kreisgrenze – K 143                                                                                     |
| K 104 | K 158 in Papenburg – Bokel – K 151 in Aschendorf                                                                                   |
| K 105 | Papenburg, Industriehafen – Kreisgrenze – (K 22 im Landkreis Leer)                                                                 |
| K 106 | K 107/K 108 in Papenburg – L 51 – Aschendorfermoor – K 144 – L 62                                                                  |
| K 107 | (K 24 im Landkreis Leer) – Kreisgrenze – K 106/K 108 in Papenburg                                                                  |
| K 108 | in Papenburg – K 106 – K 107 – Kreisgrenze – (K 65 im Landkreis Leer)                                                              |
| K 109 | K 151 in Aschendorf – /L 62 |
| K 110 | Lehe – – K 157 – L 62 in Neulehe                                                                                                   |
| K 112 | Dörpen – – K 157 – Neudörpen – L 62 in Neubörger                                                                                   |
| K 113 | in Kluse – K 114 – K 157 – Neubörger – L 62 – K 112 – Börgerwald – K 116 – L 51 – Segelfluggelände Steinberg – L 32 in Breddenberg |
| K 114 | K 113 – Wippingen – L 51 in Werpeloh                                                                                               |
| K 115 | Börgerwald-West – K 116 in Börgerwald                                                                                              |
| K 116 | K 113 – Börgerwald – K 115 – L 51 – K 118 – Esterwegen – L 30 – K 150 – K 119 –                                                    |
| K 118 | K 116 – L 32 in Breddenberg |
| K 119 | K 116 – K 152 – Hilkenbrook – L 63                                                                                                 |
| K 122 | L 30/L 62 in Werlte – Bockholte – L 836 in Vrees                                                                                   |
| K 123 | L 836 in Vrees – Kreisgrenze – (K 159 im Landkreis Cloppenburg)                                                                    |
| K 124 | L 30 in Lorup – Spahnharrenstätte – K 139 – L 62 – K 126 in Sögel                                                                  |
| K 125 | K 137 in Ostenwalde – Lahn – K 138 – K 212                                                                                         |
| K 126 | L 51 in Sögel – K 124 in Sögel |
| K 127 | L 54 – Stavern – K 163 – K 162 – Klein Stavern – L 61 in Apeldorn                                                                  |
| K 130 | K 249 – L 48 in Oberlangen |
| K 131 | Fresenburg-Nord – Fresenburg – K 140 – L 53 in Lathen                                                                              |
| K 132 | K 147 in Sustrum-Moor – K 156 – Neusustrum                                                                                         |
| K 134 | Ahlen – L 59 in Kluse |
| K 135 | K 147 in Neudersum – K 156 – L 48 in Dersum                                                                                        |
| K 137 | L 53/L 65 – Ostenwalde – K 125 – L 55 – Werlte – Kreisgrenze – (K 357 im Landkreis Cloppenburg)                                    |
| K 138 | L 54 in Klein Berßen – K 160 – Groß Berßen – K 159 – Hüven – L 65 – Lahn – K 125 – L 65 in Wehm                                    |
| K 139 | L 63 – Rastdorf – L 836 – L 30 – K 124 in Spahnharrenstätte                                                                        |
| K 140 | Fresenburg-West – Fresenburg – K 131 – in Melstrup                                                                                 |
| K 141 | K 147 – L 48 in Niederlangen |
| K 142 | (K 51 im Landkreis Leer) – Kreisgrenze – K 143 – L 52 – K 166 in Rhede (Ems)                                                       |
| K 143 | K 142 – K 102 – L 31 in Brual |
| K 144 | K 106 – Aschendorfer Obermoor/Wildes Moor – L 51 – Kraftfahrzeug-Testgelände Papenburg – Kreisgrenze – (K 25 im Landkreis Leer)    |
| K 147 | L 50 – Neudersum – K 135 – K 148 – Hasselbrock – K 149 – Sustrum-Moor – K 154 – K 132 – Niederlangen, Siedlung – K 141 – K 249 –   |
| K 148 | K 147 – K 156 – L 48 in Walchum |
| K 149 | K 147 – K 156 – L 48 in Sustrum |
| K 150 | – K 116 |
| K 151 | K 104 in Aschendorf – K 109 – K 158 in Papenburg                                                                                   |
| K 153 | – Konzentrationslager Börgermoor – L 30 in Bockhorst                                                                               |
| K 154 | K 202 – K 147 in Sustrum-Moor |
| K 155 | L 31/L 52 in Rhede (Ems) – K 165 in Heede                                                                                          |
| K 156 | L 48 – K 135 – K 148 – K 149 – Neusustrum – K 132 – – L 48 in Niederlangen                                                         |
| K 157 | K 110 – – K 112 – Neudörpen – K 113 in Wippingen                                                                                   |
| K 158 | (K 27 im Landkreis Leer) – Kreisgrenze – Papenburg – K 151 – /L 51                                                                 |
| K 159 | L 54 – K 138 – Groß Berßen – K 206                                                                                                 |
| K 160 | K 138 in Klein Berßen – K 207 |
| K 162 | K 127 in Klein Stavern – Bruneforth – K 163 – L 54                                                                                 |
| K 163 | K 127 in Stavern – K 162 in Bruneforth                                                                                             |
| K 164 | L 53 in Lathen – Kathen – – Tinnen                                                                                                 |
| K 165 | L 50 – K 155 – Heede – |
| K 166 | K 142 in Rhede (Ems) – Neurhede – L 50                                                                                             |
| K 168 | – Renkenberge – L 53 in Wahn (Wüstung)                                                                                             |

### Teilkreis Meppen
| Nr.   | Verlauf |
| ----- | --- |
| K 201 | K 201 in Schöninghsdorf – K 225 – K 260 – L 48 in Groß Fullen |
| K 202 | K 154 – – Rutenbrock – K 220 – K 226 – Fehndorf – K 242 – K 228 – – Schöninghsdorf – K 201 – Schöninghsdorf-Süd – Twist – L 47 – Twist-Siedlung – K 268 – Adorf – Kreisgrenze – (K 4 im Landkreis Grafschaft Bentheim) |
| K 203 | in Versen – L 48 – L 47 in Esterfeld |
| K 205 | in Bokeloh – Apeldorn – K 127 – L 54 in Klein Berßen (jetzt L 61) |
| K 206 | K 159 – K 240 – L 65 in Lähden |
| K 207 | K 160 – Westerloh – K 240 – K 256 – Hülsen – L 54 |
| K 208 | / in Haselünne – Andrup – K 241 – L 55 in Neuenlande |
| K 209 | – L 55 |
| K 211 | L 65 in Lähden – K 221 – K 235 – Holte-Lastrup – L 55 – |
| K 212 | K 125 – K 221 – Ahmsen – L 55 in Herßum |
| K 213 | L 55 – Kreisgrenze – (K 160 im Landkreis Cloppenburg) |
| K 215 | L 55 in Herßum – Kreisgrenze – (K 163 im Landkreis Cloppenburg) |
| K 217 | L 102 – Kreisgrenze – (K 126 im Landkreis Osnabrück) |
| K 220 | K 226 in Rütenbrock – K 202 – K 236 in Altenberge |
| K 221 | K 211 in Lähden – K 235 – Ahmsen – K 212 – L 55 in Vinnen |
| K 223 | K 237 in Osterbrock-Nord – Teglingen – K 250 – K 243 – Lehrte – K 237 – Bückelte – Hamm – K 270 – Haselünne – |
| K 224 | in Bokeloh – K 243 in Helte |
| K 225 | – Altenberge – K 236 – K 226 – Haar – K 242 – K 228 – Wesuwe-Siedlung – – K 201 – K 257 – L 47 – K 232 – Hesepe – K 268 – K 233 – – K 269 – Kreisgrenze – (K 35 im Landkreis Grafschaft Bentheim)                      |
| K 226 | K 220 in Rütenbrock – Lindloh – K 202 – K 225 – K 236 – K 255 – K 242 – L 48 in Haren (Ems) |
| K 228 | K 202 – Wesuwermoor – K 225 – Wesuwe-Siedlung – – K 266 – L 48 in Wesuwe |
| K 229 | /L 47 in Meppen – Schwefingen – Varloh – K 261 – L 67 in Geeste |
| K 232 | K 202 in Twist-Siedlung – Hesepermoor – K 225 – Heseper Torfwerk – L 48 in Hesepe |
| K 233 | K 225 – – L 67 in Dalum |
| K 234 | /L 55 – K 323 |
| K 235 | L 65 – Lähden – K 221 – K 211 |
| K 236 | K 220 in Altenberge – K 225 – K 226 |
| K 237 | an der Schleuse Varloh – K 238 – K 243 – K 223 in Bückelte |
| K 238 | K 237 – K 243 – Klosterholte – Haverbeck – |
| K 239 | L 48 in Wesuwe – Hüntel – Hemsen – K 247 – |
| K 240 | K 207 in Westerloh – K 206 in Lähden |
| K 241 | K 208 – L 51 – Dohren – K 259 – K 262 – K 317 |
| K 242 | K 202 in Fehndorf – K 225 – K 255 – K 226 in Haren (Ems) |
| K 243 | in Meppen – K 224 – Helte – K 223 – K 237 – K 238 – |
| K 244 | L 55 in Herzlake – K 259 – Kreisgrenze – (K 159 im Landkreis Osnabrück) |
| K 245 | – K 322 |
| K 246 | L 102 – Kreisgrenze – (K 328 im Landkreis Cloppenburg) |
| K 247 | K 239 in Hemsen – Borken – / in Meppen |
| K 249 | K 147 – K 130 – L 48 |
| K 250 | in Meppen – K 223 in Teglingen |
| K 255 | K 226 – K 242 – K 266 – L 48 in Wesuwe |
| K 256 | – Westrum – L 102 |
| K 257 | K 225 – L 48 in Klein Fullen |
| K 258 | K 240/K 256 in Westerloh – L 65 – Flechum – |
| K 259 | K 244 – K 241 in Dohren |
| K 260 | L 48 – Neu Versen – K 201 |
| K 261 | K 229 in Geeste – – K 223/K 237 in Osterbrock-Nord |
| K 262 | K 241 in Dohren – K 259 – Kreisgrenze – (K 124 im Landkreis Osnabrück) |
| K 263 | L 46 in Neuringe – Kreisgrenze – (K 15 im Landkreis Grafschaft Bentheim) |
| K 266 | K 228 – K 255 – L 48 in Haren (Ems) |
| K 267 | L 65 in Lähden – L 55 |
| K 268 | L 46 in Twist-Bült – Hesepertwist – K 202 – K 225 |
| K 269 | (K 38 im Landkreis Grafschaft Bentheim) – Kreisgrenze – K 225 |
| K 270 | K 223 in Haselünne – |

### Teilkreis Lingen
| Nr.   | Verlauf |
| ----- | --- |
| K 301 | L 67 – Clusorth-Bramhar – |
| K 304 | in Altenlünne – K 324 – Beesten – L 57 – Ostendorf – Geringhusen – L 56 in Freren                                                                   |
| K 306 | in Bramsche – in Mundersum |
| K 308 | L 58 in Hesselte – Moorlage – K 310 – Heitel – – Varenrode – K 324 – Spelle – K 316 – Landesgrenze – (K 14 im Kreis Steinfurt, Nordrhein-Westfalen) |
| K 310 | K 311 – K 308 in Moorlage |
| K 311 | L 58 – K 310 – Listrup – K 319 in Bexten |
| K 312 | L 40 in Emsbüren – Ahlde – K 315 – Salzbergen – K 327 – K 319 – L 39 – Landesgrenze – (K 66 im Kreis Steinfurt, Nordrhein-Westfalen)                |
| K 313 | (K 6 im Landkreis Grafschaft Bentheim) – Kreisgrenze – L 40 in Emsbüren                                                                             |
| K 315 | K 312 – L 39 in Salzbergen |
| K 316 | – Venhaus – Spelle – K 308 – Schapen – L 57 – K 330 – L 56                                                                                          |
| K 317 | K 241 – Wettrup – L 60 |
| K 318 | /L 57 in Ramsel – Baccum – Münnigbüren – K 322 |
| K 319 | K 312 in Salzbergen – Bexten – K 311 – |
| K 320 | (K 34 im Landkreis Grafschaft Bentheim) – Kreisgrenze – L 60 in Schepsdorf                                                                          |
| K 321 | (K 35 im Landkreis Grafschaft Bentheim) – Kreisgrenze – L 48                                                                                        |
| K 322 | K 245 – Drope – L 66 – Gersten – L 60 – Langen – K 325 – K 318 – Thuine – Messingen – L 58 – L 57                                                   |
| K 323 | K 234 – L 60 |
| K 324 | K 304 in Beesten – K 308 in Spelle |
| K 325 | in Bawinkel – Duisenburg – K 329 – L 60 – K 322 in Langen                                                                                           |
| K 326 | in Andervenne – Andervenne-Süd |
| K 327 | L 40 – L 58 – Emsbüren – – K 312 in Salzbergen |
| K 328 | (K 36 im Landkreis Grafschaft Bentheim) – Kreisgrenze – L 40 in Elbergen                                                                            |
| K 329 | in Brögbern – K 325 in Duisenburg |
| K 330 | (K 4 im Kreis Steinfurt, Nordrhein-Westfalen) – Landesgrenze – K 316                                                                                |